# Obertsrot
Obertsrot is een plaats in de Duitse gemeente Gernsbach, deelstaat Baden-Württemberg, en telt 1087 inwoners.